# المجموعة الفردانية K2
المجموعة الفردانية K2، أو K-M526 والمعروفة أيضًا باسم السُّلالة K2، هي مجموعة فردانيَّة بشريَّة ذكوريَّة.
بالنسبة لعمره، فإن البنية الداخلية للسُّلالة K2 معقدة للغاية، ويتم حمل الفئات الفرعية منه بواسطة الذكور الأصليين في مناطق تشمل أستراليا وأوقيانوسيا وجنوب شرق آسيا وجنوب آسيا وشرق آسيا وآسيا الوسطى والأمريكتين وأوروبا والقرن الأفريقي. من أفريقيا. العديد من فروعها شائعة جدًا، والأكثر أهمية من الناحية العددية هي السُّلالة R في أوروبا وجنوب آسيا و السُّلالة O في شرق وجنوب شرق آسيا (بالإضافة إلى المهاجرين الجدد إلى قارات أخرى). على الرغم من أن السُّلالتين N وQ أقل شيوعًا بشكل عام، إلا أنهما منتشرتان أيضًا بشكل كبير في شمال أوراسيا والأمريكتين على التوالي. تقتصر M وS بالكامل تقريبًا على أوقيانوسيا وشرق إندونيسيا، حيث تحدث بتردد عالٍ.
تُعرف الفئات الفرعية النادرة خارج هذه الأنساب الرئيسية بشكل رئيسي في جزيرة جنوب شرق آسيا (بما في ذلك جزر أندمان والفلبين).
تم التعرف على المجموعة شبه K2* بين الأستراليين الأصليين، حيث أنه حوالي 27% منهم يحملون القاعدة *K-M526.
تم العثور على السُّلالة K2a فقط في بقايا العصر الحجري القديم الأعلى من غرب سيبيريا والبلقان، والمعروفة على التوالي باسم "رجل أوست-إيشيم" و"واز-1". تم توثيق الفرع الأساسي الوحيد للسُّلالة K2a، والمعروف باسم K-M2313*، ضمن شخصين على قيد الحياة، لهما روابط عرقية بجنوب آسيا وجنوب شرق آسيا على التوالي: شخص من التيلجو من الهند وشخص من عرق الملايو من سنغافورة. بالإضافة إلى ذلك، تم العثور على K-Y28299، والذي يبدو أنه فرع أساسي لـ K-M2313، في ثلاثة أفراد أحياء من الهند. فئة فرعية أخرى، NO (M214)* - والتي كان يُعتقد لبعض الوقت أنها مرادفة لـ K2a (M2308)* - لم يتم التعرف عليها في الأفراد الأحياء أو البقايا.
وفقًا لعالم الوراثة سبنسر ويلز، فإن السُّلالة K، والتي تنحدر منها السُّلالة P، فإنها نشأت في الشرق الأوسط أو آسيا الوسطى. من المحتمل أن تكون السُّلالة P قد تباعدت في مكان ما في جنوب آسيا إلى P1، التي توسعت إلى سيبيريا وشمال أوراسيا، وإلى P2، التي توسعت إلى أوقيانوسيا وجنوب شرق آسيا.

## توزيع
على مستوى الفئات الفرعية المشتقة، تكاد تكون السُّلالة K2 عالميًا في بعض السكان الأوراسيين والأستراليين والأمريكيين الأصليين المعاصرين. المجموعة الفردانية NO، من نسل K2a (M2308)، يشمل معظم الذكور بين السكان الناطقين بجنوب شرق آسيا وشرق آسيا والفنلندية الأوغرية. وبالمثل، فإن المتحدرين المباشرين من K2b يشملون المجموعات الفردانية الرئيسية M، و S ، P Q ، وR وهي الآن مهيمنة عدديًا في: أوقيانوسيا، وآسيا الوسطى، وسيبيريا، وبين السكان الأمريكيين الأصليين، وأوروبا، وجنوب آسيا.